# Раномі Кромовідьойо
Рано́мі Кромовідьо́йо  (нід. Ranomi Kromowidjojo, нар. 20 серпня 1990) — нідерландська плавчиня, олімпійська чемпіонка. Її батько — суринамець яванського походження.

## Виступи на Олімпіадах
| Олімпіада   | Дисципліна                            | Місце |
| ----------- | ------------------------------------- | ----- |
| Пекін 2008  | плавання на 200 метрів вільним стилем | 23    |
| Пекін 2008  | естафета 4 × 100 вільним стилем       | 1     |
| Пекін 2008  | естафета 4 × 200 вільним стилем       | 11    |
| Пекін 2008  | комплексна естафета 4 × 100           | 13    |
| Лондон 2012 | естафета 4 × 100 вільним стилем       | 2     |
| Лондон 2012 | плавання на 100 метрів вільним стилем | 1     |
| Лондон 2012 | плавання на 50 метрів вільним стилем  | 1     |
| Лондон 2012 | комплексна естафета 4 × 100           | 6     |